# Git
Git (произносится «гит») — распределённая система управления версиями. Проект был создан Линусом Торвальдсом для управления разработкой ядра Linux, первая версия выпущена 7 апреля 2005 года; координатор — Дзюн Хамано.
Среди проектов, использующих Git, — ядро Linux, Swift, Android, Drupal, Cairo, GNU Core Utilities, Mesa, Wine, Chromium, Compiz Fusion, FlightGear, jQuery, PHP, NASM, MediaWiki, DokuWiki, Qt, ряд дистрибутивов Linux.
Программа является свободной и выпущена под лицензией GNU GPL версии 2. По умолчанию используется TCP-порт 9418.

## История
Разработка ядра Linux велась на проприетарной системе BitKeeper, которую автор — Ларри Маквой, сам разработчик Linux — предоставил проекту по бесплатной лицензии. Разработчики, высококлассные программисты, написали несколько утилит, и для одной Эндрю Триджелл произвёл реверс-инжиниринг формата передачи данных BitKeeper. В ответ Маквой обвинил разработчиков в нарушении соглашения и отозвал лицензию, и Торвальдс взялся за новую систему: ни одна из открытых систем не позволяла тысячам программистов кооперировать свои усилия (тот же конфликт привёл к написанию Mercurial). Идеология была проста: взять подход CVS и перевернуть с ног на голову, и заодно добавить надёжности.
Начальная разработка велась меньше чем неделю: 3 апреля 2005 года разработка началась, и уже 7 апреля код Git управлялся неготовой системой. 16 июня Linux был переведён на Git, а 25 июля Торвальдс отказался от обязанностей ведущего разработчика.
Торвальдс так саркастически отозвался о выбранном им названии git (что на английском сленге означает «мерзавец»):
|               | I'm an egotistical bastard, so I name all my projects after myself. First Linux, now git. |  | Я эгоистичный ублюдок, и поэтому называю все свои проекты в честь себя. Сначала Linux, теперь git. |  |
| [ 12 ] [ 13 ] |                                                                                           |  | |  |

### Возможности
Система спроектирована как набор программ, специально разработанных с учётом их использования в сценариях. Это позволяет удобно создавать специализированные системы контроля версий на базе Git или пользовательские интерфейсы. Например, Cogito является именно таким примером оболочки к репозиториям Git, а StGit использует Git для управления коллекцией исправлений (патчей).
Git поддерживает быстрое разделение и слияние версий, включает инструменты для визуализации и навигации по нелинейной истории разработки. Как и Darcs, BitKeeper, Mercurial, Bazaar и Monotone, Git предоставляет каждому разработчику локальную копию всей истории разработки, изменения копируются из одного репозитория в другой.
Удалённый доступ к репозиториям Git обеспечивается git-демоном, SSH- или HTTP-сервером. TCP-сервис git-daemon входит в дистрибутив Git и, наряду с SSH, является наиболее распространённым и надёжным методом доступа. Метод доступа по HTTP, несмотря на ряд ограничений, очень популярен в контролируемых сетях, потому что позволяет использовать существующие конфигурации сетевых фильтров.

## Особенности реализации
Ядро Git представляет собой набор утилит командной строки с параметрами. Все настройки хранятся в текстовых файлах конфигурации. Такая реализация делает Git легко портируемым на любую платформу и даёт возможность легко интегрировать Git в другие системы (в частности, создавать графические git-клиенты с любым желаемым интерфейсом).
Репозиторий Git представляет собой каталог файловой системы, в котором находятся файлы конфигурации репозитория, файлы журналов, хранящие операции, выполняемые над репозиторием, индекс, описывающий расположение файлов, и хранилище, содержащее собственно файлы. Структура хранилища файлов не отражает реальную структуру хранящегося в репозитории файлового дерева, она ориентирована на повышение скорости выполнения операций с репозиторием. Когда ядро обрабатывает команду изменения (неважно, при локальных изменениях или при получении патча от другого узла), оно создаёт в хранилище новые файлы, соответствующие новым состояниям изменённых файлов. Существенно, что никакие операции не изменяют содержимого уже существующих в хранилище файлов.
По умолчанию репозиторий хранится в подкаталоге с названием «.git» в корневом каталоге рабочей копии дерева файлов, хранящегося в репозитории. Любое файловое дерево в системе можно превратить в репозиторий git, отдав команду создания репозитория из корневого каталога этого дерева (или указав корневой каталог в параметрах программы). Репозиторий может быть импортирован с другого узла, доступного по сети. При импорте нового репозитория автоматически создаётся рабочая копия, соответствующая последнему зафиксированному состоянию импортируемого репозитория (то есть не копируются изменения в рабочей копии исходного узла, для которых на том узле не была выполнена команда commit).

## Архитектура
Нижний уровень git организуется по принципу контентно-адресуемой системы хранения, то есть адресом каждого объекта является хеш его содержимого. Инструмент командной строки git содержит ряд команд по непосредственной манипуляции этим репозиторием на низком уровне. Эти команды не нужны при нормальной работе с git как с системой контроля версий, но нужны для реализации сложных операций (ремонт повреждённого репозитория и так далее), а также дают возможность создать на базе репозитория git своё приложение.
Для каждого объекта в репозитории вычисляется SHA-1-хеш, и именно он становится именем файла, содержащего данный объект в каталоге .git/objects. Для оптимизации работы с файловыми системами, не использующими деревья для каталогов, первый байт хеша становится именем подкаталога, а остальные — именем файла в нём, что снижает количество файлов в одном каталоге (ограничивающий фактор производительности на таких устаревших файловых системах).
Все ссылки на объекты репозитория, включая ссылки на один объект, находящийся внутри другого объекта, являются SHA-1-хешами.
Кроме того, в репозитории существует каталог refs, который позволяет задать читаемые человеком имена для каких-то объектов Git. В командах Git оба вида ссылок — читаемые человеком из refs и нижележащие SHA-1 — полностью взаимозаменяемы.
В классическом обычном сценарии в репозитории git есть три типа объектов — файл, дерево и «коммит» (англ. commit — фиксация). Файл есть какая-то версия какого-то пользовательского файла, дерево — совокупность файлов из разных подкаталогов, «коммит» — дерево и некая дополнительная информация (например, родительские коммиты, а также комментарий).
В репозитории иногда производится сборка мусора, во время которой устаревшие файлы заменяются на «дельты» между ними и актуальными файлами (то есть, актуальная версия файла хранится неинкрементально, инкременты используются только для возврата к предыдущим версиям), после чего данные «дельты» складываются в один большой файл, к которому строится индекс. Это снижает требования по ёмкости хранения.
Репозиторий Git бывает локальный и удалённый. Локальный репозиторий — это подкаталог .git, создаётся (в пустом виде) командой git init и (в непустом виде с немедленным копированием содержимого родительского удалённого репозитория и простановкой ссылки на родителя) командой git clone.
Практически все обычные операции с системой контроля версий, такие как коммит и слияние, производятся только с локальным репозиторием. Удалённый репозиторий можно только синхронизировать с локальным как «вверх» (push), так и «вниз» (pull).
Благодаря наличию полностью всего репозитория проекта локально у каждого разработчика даёт Git даёт возможность все операции, кроме push и pull, осуществлять без наличия интернет-соединения (в отличие, например, SVN, где требуется постоянное подключение к глобальному репозиторию).
Очень мощной возможностью git являются ветви, реализованные куда более полно, чем в SVN: по сути, ветвь git есть не более чем именованная ссылка, указывающая на некий коммит в репозитории (используется подкаталог refs). Коммит без создания новой ветви всего лишь передвигает эту ссылку на себя, а коммит с созданием ветви — оставляет старую ссылку на месте, но создаёт новую на новый коммит и объявляет её текущей. Заменить локальные девелоперские файлы на набор файлов из иной ветви, тем самым перейдя к работе с ней, — так же тривиально.
Также поддерживаются субрепозитории с синхронизацией текущих ветвей в них.
Команда push передаёт все новые данные (те, которых ещё нет в удалённом репозитории) из локального репозитория в репозиторий удалённый. Для исполнения этой команды необходимо, чтобы удалённый репозиторий не имел новых коммитов в себя от других клиентов, иначе push завершается ошибкой, и придётся делать pull и слияние.
Команда pull — обратна команде push. В случае, если одна и та же ветвь имеет независимую историю в локальной и в удалённой копии, pull немедленно переходит к слиянию.
Слияние в пределах разных файлов осуществляется автоматически (всё это поведение настраивается), а в пределах одного файла — стандартным трёхпанельным сравнением файлов. После слияния нужно объявить конфликты как разрешённые.
Результатом всего этого является новое состояние в локальных файлах у того разработчика, что осуществил слияние. Ему нужно немедленно сделать коммит, при этом в данном объекте коммита в репозитории окажется информация о том, что коммит есть результат слияния двух ветвей и имеет два родительских коммита.
Кроме слияния, Git поддерживает ещё операцию перемещения (англ. rebase). Эта операция есть получение набора всех изменений в ветви А, с последующим их «накатом» на ветвь B. В результате ветвь B продвигается до состояния AB. В отличие от слияния, в истории ветви AB не останется никаких промежуточных коммитов ветви A (только история ветви B и запись о самом rebase, это упрощает интеграцию крупных и очень крупных проектов).
Также Git имеет временный локальный индекс файлов. Это — промежуточное хранилище между собственно файлами и очередным коммитом (коммит делается только из этого индекса). С помощью этого индекса осуществляется добавление новых файлов (git add добавляет их в индекс, они попадут в следующий коммит), а также коммит не всех изменённых файлов (коммит делается только тем файлам, которым был сделан git add). После git add можно редактировать файл далее, получатся три копии одного и того же файла — последняя, в индексе (та, что была на момент git add), и в последнем коммите.
Имя ветви по умолчанию — master. Имя удалённого репозитория по умолчанию, создаваемое git clone во время типичной операции «взять имеющийся проект с сервера себе на машину» — origin.
Таким образом, в локальном репозитории всегда есть ветвь master, которая есть последний локальный коммит, и ветвь origin/master, которая есть последнее состояние удалённого репозитория на момент завершения исполнения последней команды pull или push.
Команда fetch (частичный pull) берёт с удалённого сервера все изменения в origin/master и переписывает их в локальный репозиторий, продвигая метку origin/master.
Если после этого master и origin/master разошлись в стороны, то необходимо сделать слияние, установив master на результат слияния (команда pull есть fetch+merge). Далее возможно сделать push, отправив результат слияния на сервер и установив на него origin/master.

## Детали реализации в Windows
В Windows-версии (официальная Windows-версия называется mSysGit) используется пакет mSys — порт POSIX-совместимой командной строки под Windows из проекта MinGW. Под mSys перенесены все необходимые для Git библиотеки и инструменты, а также сам Git. При работе с удалёнными репозиториями по протоколу SSL используется хранилище сертификатов из mSys, а не из Windows.
Существует немало графических оболочек для Git для Windows, например TortoiseGit. Все они реализованы через вызовы mSysGit и требуют его установки на машину. Не исключение и SourceTree, решение компании Atlassian, но mSysGit оно содержит внутри себя, что имеет свои плюсы и минусы (так, установка в глубокий подкаталог затрудняет добавление в mSys нужных SSL-сертификатов).
Поскольку в Windows используется отличный от большинства Unix-подобных систем символ перевода строки, для работы коллективов, использующих разные операционные системы, предусматриваются параметры (как для клиентов, так и уровня репозитория), обеспечивающие унифицированное представление конца строки.

## Сетевые возможности и серверные решения
Git использует сеть только для операций обмена с удалёнными репозиториями.
Возможно использование следующих протоколов:
- git-протокол (схема URI — git:) — открытый протокол[14], требующий наличия на сервере запущенного git-демона[15] (поставляется вместе с Git), протокол не имеет средств аутентификации пользователей;
- SSH (ssh:) — использует аутентификацию пользователей с помощью пар ключей, а также встроенный в Unix-систему «основной» SSH-сервер (sshd), со стороны сервера требуется создание учётных записей с git в качестве оболочки;
- HTTP и HTTPS (http:, https:) — использует инструмент curl (для Windows — поставляется вместе с git) и его возможности HTTP-аутентификации, как и его поддержку SSL и сертификатов.

В последнем случае требуется работа на серверной стороне веб-приложения, исполняющего роль прослойки между командами Git на сервере и HTTP-сервером (среди таковых WebGitNet, разработанный на ASP.NET MVC 4). Кроме поддержки серверной стороны команд push и pull, такие веб-приложения могут также давать доступ только на чтение к репозиторию через веб-браузер.

## Графические интерфейсы
Разработано множество графических интерфейсов для системы, среди них — GitKraken (кроссплатформенный условно бесплатный клиент Git), SmartGit (кроссплатформенный интерфейс на Java), gitk (простая и быстрая программа, написана на Tcl/Tk, распространяемая с самим Git), Giggle (вариант на Gtk+), TortoiseGit (интерфейс, реализованный как расширение для проводника Windows), SourceTree (бесплатный Git-клиент для Windows и Mac), Github-клиент и ряд других.
Кроме того, разработано множество веб-фронтендов, в числе которых — GitWebAdmin, GitLab, Gitblit, Gerrit, Gitweb, Kallithea, Gitea.

## Git-хостинг
Ряд сервисов предоставляют хостинг для git-репозиториев, среди наиболее известных — GitHub, Codebase, SourceForge, SourceHut, Gitea, Bitbucket, GitLab.

## Взаимодействие с другими системами контроля версий
В стандартной поставке Git поддерживается взаимодействие с CVS (импорт и экспорт, эмуляция CVS-сервера) и Subversion (частичная поддержка импорта и экспорта). Стандартный инструмент импорта и экспорта внутри экосистемы — архивы серий версионированных файлов в форматах .tar.gz и .tar.bz2.

### Учебные пособия
- Интерактивный тур Git How To (рус.)
- Учебник Pro Git на русском языке (CC BY-NC-SA 3.0).

### Официальные сайты
- Домашняя страница Git (англ.)
- Страница Git на kernel.org (англ.)

### Интервью
- Линус Торвальдс о git (рус.) (YouTube)
- Десять лет Git: интервью с создателем — Линус Торвальдс (англ.)
- Linus Torvalds on Git (англ.) — рассказ Линуса Торвальдса о git и других системах контроля версий (YouTube)
- Randal Schwartz on Git (англ.) — рассказ Рэндела Шварца о git (YouTube)
- Contributing with Git (англ.) — Google Talks 27.10.2008 (YouTube)